# Paul Klemmer
Paul Klemmer (* 30. Dezember 1935 in Freiburg im Breisgau; † 26. Juli 2005) war ein deutscher Wirtschaftswissenschaftler. Er war seit 1970 Professor an der Ruhr-Universität Bochum für Wirtschaftslehre insbesondere Wirtschaftspolitik und von 1989 bis 2002 Präsident des Rheinisch-Westfälischen Instituts für Wirtschaftsforschung.

## Biographie
Klemmer war seit 1963 verheiratet und hatte drei Kinder. Während seiner Tätigkeit als Professor an der Ruhr-Universität Bochum und als Präsident des Rheinisch-Westfälischen Instituts hatte er seinen Wohnsitz in Sprockhövel.
Paul Klemmer wurde 1970 zum ordentlichen Professor auf den Lehrstuhl für Wirtschaftslehre, insbesondere Wirtschaftspolitik, an der Ruhr-Universität Bochum berufen, den er auch bis zu seiner Emeritierung 2000 behielt. 1974 wurde er zum ordentlichen Mitglied der Akademie für Raumforschung und Landesplanung.
1979 gründete Paul Klemmer das Ruhr-Forschungsinstituts für Innovations- und Strukturpolitik (RUFIS) und wurde bis 2003 auch sein Vorsitzender. Sein Nachfolger wurde Helmut Karl, der auch nach seiner Emeritierung den Lehrstuhl für Wirtschaftslehre, insbesondere Wirtschaftspolitik übernahm. Anschließend wurde er im Jahre 1980 als Mitglied des Rates von Sachverständigen für Umweltfragen der Bundesregierung berufen, denen er bis 1987 angehörte. Von 1986 bis 1991 war er  Vorsitzender des Arbeitskreises Kosten der Umweltverschmutzung / Nutzung des Umweltschutzes beim Minister für Umwelt, Naturschutz und Reaktorsicherheit unter den Ministern Walter Wallmann und Klaus Töpfer. 1987 wurde er  Mitglied im Beirat für Raumordnung beim Bundesminister für Raumordnung, Bauwesen und Städtebau. 1989 wurde er dann zum Präsidenten des Rheinisch-Westfälischen Instituts für Wirtschaftsforschung (RWI) in Essen gewählt. Dieses Amt nahm er bis 2002 wahr. Er war  Mitglied des Beirates für Umweltökonomische Gesamtrechnung beim Statistischen Bundesamt in Wiesbaden, der Enquête-Kommission Schutz des Menschen und der Umwelt des Deutschen Bundestags, Enquete-Kommission Zukunft der Erwerbsarbeit des Landtags von Nordrhein-Westfalen und Wissenschaftlichen Beirats Globale Umweltveränderungen der Bundesregierung (WBGU).
Am 3. November 1994 wurde Klemmer die Ehrennadel des Westdeutschen Handwerkskammertags verliehen.
Von 1994 bis 2001 war er auch Gastprofessor an der University of Strathclyde in Glasgow, wo er auch ein sehr gutes Verhältnis aufbaute zum Institut für europäische Politik (European Research Centre of Glasgow).
Von 1999 bis 2001 war er auch Vorsitzender der Arbeitsgemeinschaft der wirtschaftswissenschaftlichen Forschungsinstitute Deutschland.
Am 20. August 1987 erhielt Paul Klemmer das Bundesverdienstkreuz am Bande für die wissenschaftlichen Arbeiten auf dem Gebiet der ökonomischen Umwelt- und Raumforschung. Dies beruhte unter anderem wahrscheinlich darauf, dass er die Arbeitsmarktstatistiken mitreformiert hatte und dabei ein neues statistisches Verfahren entwickelte.
Am 25. Oktober 2002 wurde er durch Papst Johannes Paul II. zum Ritter vom Orden des heiligen Gregorius des Großen  ernannt. Die Auszeichnung würdigt dabei einen „kompetenten und vertrauenswürdigen Sachverständigen und Berater in den wirtschaftlichen Fragen des Ruhrgebietes“, hieß es damals in der Begründung.
Paul Klemmer starb an Krebs.

## Publikationen
Seit 1979 ist Paul Klemmer an mehreren Zeitschriften als Herausgeber beteiligt gewesen. Sowohl die Rufis-Schriftenreihe des Ruhrforschungsinstituts für Innovations- und Strukturpolitik als auch die Zeitschrift für Angewandte Umweltforschung (ZAU) gehören hierzu.